# Verwaltungsgemeinschaft Wipperaue
In der Verwaltungsgemeinschaft Wipperaue waren im sachsen-anhaltischen Landkreis Bernburg die Gemeinde Ilberstedt und die Stadt Güsten zusammengeschlossen. Am 1. Januar 2005 wurde sie durch die Gemeindegebietsreform Sachsen-Anhalts mit der Verwaltungsgemeinschaft Alsleben zur neuen Verwaltungsgemeinschaft Saale-Wipper zusammengeschlossen.